# Rune Larsson
Carl Rune Larsson (Stoccolma, 17 giugno 1924 – Stoccolma, 17 settembre 2016) è stato un ostacolista e velocista svedese, specializzato nei 400 metri piani e nei 400 metri ostacoli.

## Palmarès
- Giochi olimpici

Londra 1948: bronzo nei 400 metri ostacoli, bronzo nella staffetta 4×400 metri.
- Europei

Oslo 1946: bronzo nei 400 metri ostacoli
Bruxelles 1950: bronzo nella staffetta 4×400 metri.